# Volavka černá
Volavka černá (Egretta ardesiaca) je vodní pták z čeledi volavkovití (Ardeidaee), který se vyskytuje v Africe na jih od Sahary a na Madagaskaru. Jejím přirozeným prostředím jsou vnitrozemské vody, mangrovové porosty a mořská pobřeží.

## Způsob lovu

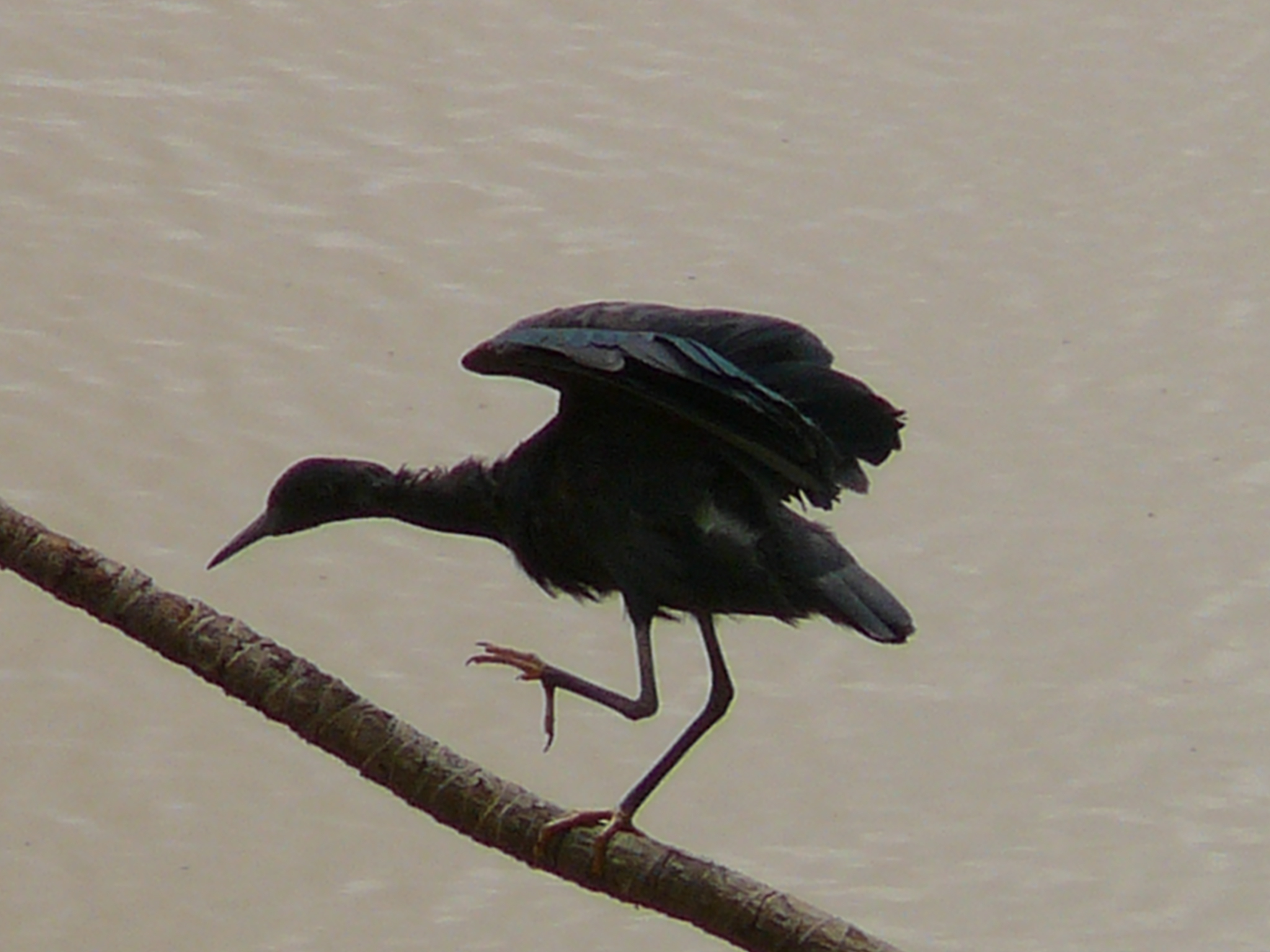

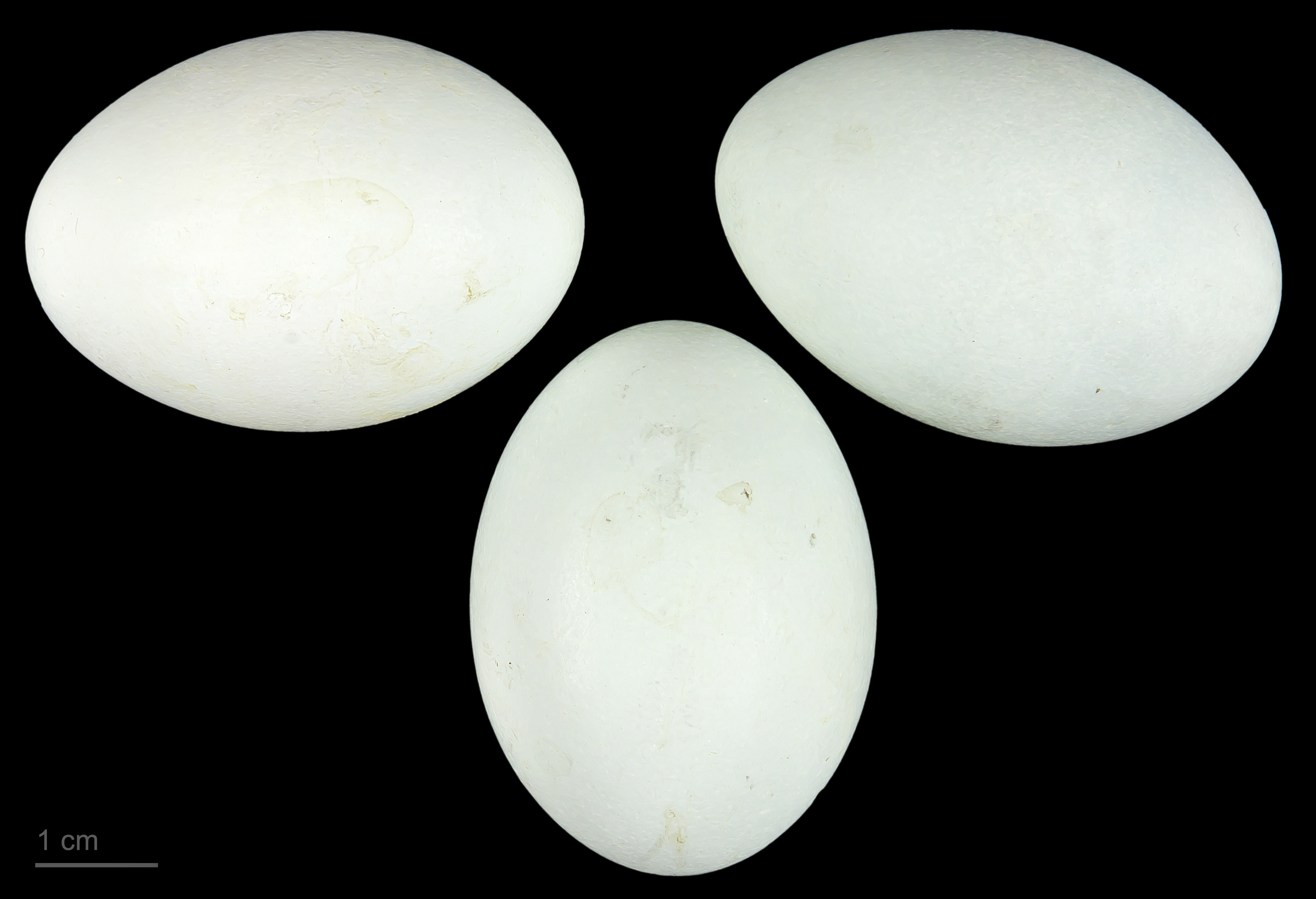
Egretta ardesiaca

Volavka černá dorůstá velikosti 40–65 cm a rozpětí křídel má 90–95 cm. Klade 2–4 vejce. Volavka se stejně jako jiné volavky živí rybami a jinými vodními živočichy. Její způsob lovu je ovšem velice ojedinělý. Stoupne si na mělčinu, roztáhne křídla a drží je po stranách těla tak, že vytvoří deštníkovitý příkrov nad hladinou. Malé rybky lákají tato stinná místa, protože zde hledají úkryt před predátory. Díky tomuto "deštníku" volavka získává lepší přehled o tom, co se děje pod hladinou a usnadňuje jí to lov. Volavky černé loví velice často v blízkosti kolpíků, kteří svými placatými zobáky víří bahno a vyplašené ryby hledají nejbližší stinné místo.